# Мак-Дональд (лунный кратер)
Кратер Мак-Дональд (лат. McDonald) — маленький ударный кратер в центральной части Моря Дождей на видимой стороне Луны. Название присвоено в честь американского мецената Уильяма Джонсона МакДональда (1844—1926) и шотландского астронома Томаса МакДональда (1901—1973); утверждено Международным астрономическим союзом в 1973 г. 

## Описание кратера

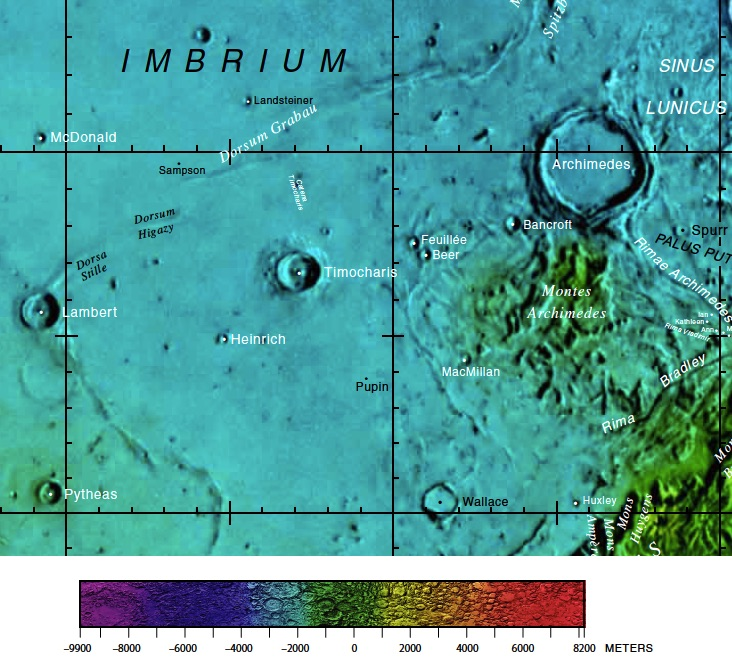
Окрестности кратера Мак-Дональд. Фрагмент карты видимой стороны Луны.

Ближайшими соседями кратера являются кратер Каванту на западе; кратер Карлини на северо-западе; кратер Сэмпсон на востоке; кратер Тимохарис на юго-востоке и кратер Ламберт на юге. На юго-западе от кратера расположена гряда Циркеля и несколько далее пик Ла-Гира; на востоке гряда Гребау; на юго-востоке гряда Хигази; на юге гряды Штилле. Селенографические координаты центра кратера 30°23′ с. ш. 20°53′ з. д. / 30,39° с. ш. 20,88° з. д., диаметр 7,0 км, глубина 1600 м.
Кратер Мак-Дональд имеет циркулярную чашеобразную форму и практически не затронут разрушением. Высота вала над окружающей местностью достигает 260 м, объем кратера составляет приблизительно 14 км³. По морфологическим признакам кратер относится к типу ALC (по названию типичного представителя этого класса — кратера Аль-Баттани C). До получения собственного наименования в 1973 г. кратер имел обозначение Карлини B (в системе обозначений так называемых сателлитных кратеров, расположенных в окрестностях кратера, имеющего собственное наименование).

## Сателлитные кратеры
Отсутствуют.

## См.также
- Список кратеров на Луне
- Лунный кратер
- Морфологический каталог кратеров Луны
- Планетная номенклатура
- Селенография
- Минералогия Луны
- Геология Луны
- Поздняя тяжёлая бомбардировка